# Bahman (Irã)
Bahman (em persa: بهمن) é uma aldeia do distrito central do condado de Abadeh, na província de Fars, no Irã. Segundo o censo de 2006, sua população era de 6 484, em 1 604 famílias.